# Bildungssystem in Irland

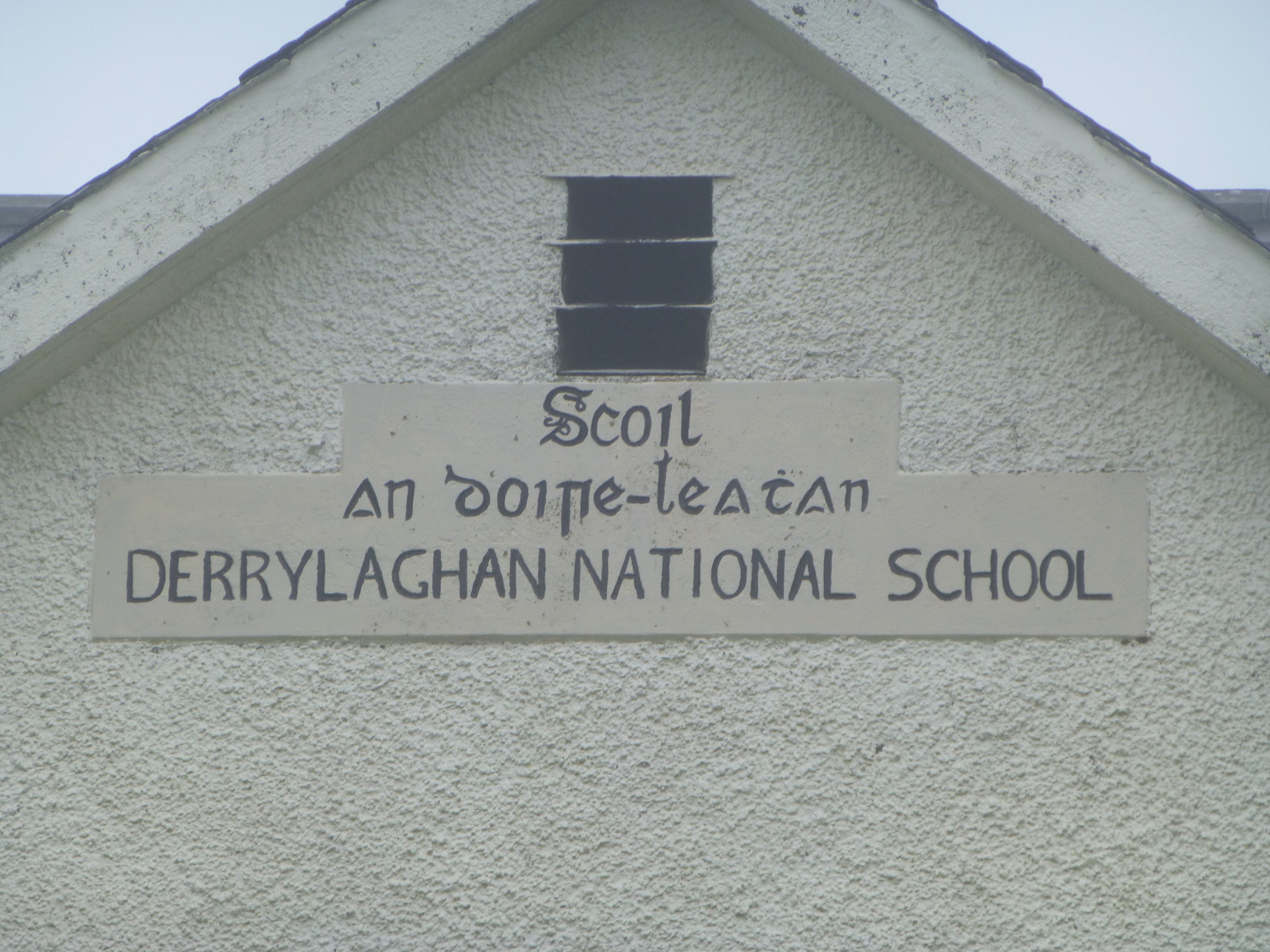
Inschrift der Derrylaghan School

Das Bildungssystem in Irland unterscheidet wie international üblich die drei Stufen Primär, Sekundär und Tertiär- bzw. höhere Bildung (Universitäten und Fachhochschulen). Seit den 1960er Jahren war das Bildungswesen bedingt durch das anhaltende Wirtschaftswachstum und die Säkularisierung großen Änderungen unterworfen.

## Übersicht
Das Department of Education and Science (Ministerium für Bildung und Wissenschaft) bestimmt die Richtlinien, die Finanzierung und die generelle Ausrichtung des Bildungswesens.
Neben der National Qualifications Authority of Ireland (Nationale Bildungsbehörde), der Higher Education Authority (Behörde für höhere Bildung) und auf lokaler Ebene den Vocational Education Committees (Berufsbildungsausschüssen) als Regierungseinrichtungen tragen viele andere Körperschaften sowohl öffentlichen als auch privaten Rechtes die Umsetzung der ministeriellen Vorgaben. Bildungsministerin ist seit 2020 Norma Foley.
Von den Grundschulen befanden sich im Jahr 2011 noch 92 Prozent in der Trägerschaft der katholischen Kirche. Der Religionsunterricht galt bis 2016 als wichtigstes Fach der Schule (rule 68). Weiterhin stellt er ein Pflichtfach im ohnehin weithin katholischen Schulwesen dar.
Im Jahr 2006 besuchten 58 % aller irischen Schüler eine kirchliche oder Privatschule, die als leistungsstärker als die öffentlichen Schulen gelten. Dies ist jedoch durch den familiären und sozioökonomischen Hintergrund der Schülerschaft zu erklären.
Irland gibt mit nur 3,2 % des BIP (2020) den geringsten Prozentwert in der OECD für Bildung aus. Besonders in der Lesekompetenz erreichte es in den PISA-Studien aber 2018 einen guten Rang 8 (Finnland mit Rang 7), in Mathematik und Naturwissenschaften einen Mittelplatz ähnlich wie Deutschland oberhalb des OECD-Durchschnitts.

## Vorschule
Die meisten Kindergärten sind privat bzw. kirchlich. Immer mehr Kinder berufstätiger Eltern besuchen eine Vielzahl von Kinderkrippen, Kindergärten, Montessori-Schulen usw., die als Folge der sich ändernden Bedürfnisse moderner Familien entstanden sind. Als Unternehmen müssen sie oft hohe Gebühren erheben. Als Reaktion auf die öffentliche Nachfrage nach erschwinglicher Kinderbetreuung können Kinder seit 2009 im Rahmen des Early Childcare and Education Scheme in den Jahren vor der Grundschule zwei Jahre lang kostenlos eine Vorschule besuchen.
Die Vorschulen mit irischer Sprache (Naíonraí) wachsen in ganz Irland schnell. Fast 4.000 Vorschulkinder besuchten im Jahr 2017 278 Vorschulgruppen.

## Schule
Nach dem Bildungsgesetz Education (Welfare) Act aus dem Jahr 2000 müssen alle Kinder im Alter von sechs bis fünfzehn Jahren eine staatlich anerkannte Schule besuchen oder auf andere Weise ein Mindestmaß an Bildung erhalten.
Auf die sechsklassige Grundschule folgt (erst seit 1967) die staatliche oder staatlich anerkannte Sekundarschule mit mindestens drei Klassen (Sek. I.) und evtl. einer Übergangsklasse (transition year). Für das Leaving Certificate (Abitur) müssen zwei weitere Jahre in der Sek. II belegt werden. Es besteht aus Prüfungen in Englisch, Mathematik und drei bis vier weiteren Fächern. Etwa 12 % der Schüler verlassen die Schule mit fünfzehn Lebensjahren nur mit dem Junior Certificate.
Die berufliche Schule kann nach der 9. Klasse besucht werden: Sie gehört zum Further Educational Training (FET), in dem zahlreiche Abschlüsse und Übergänge zur tertiären Bildung erreicht werden. Nur wenige Schüler machen aber direkt nach der Sekundarstufe I eine Lehre (apprenticeship).
Ein hohes Interesse besteht an inklusiver Bildung für Schüler mit besonderen Bedürfnissen. Seit 2004 gibt es das National Council for Special Education (NCSE)
Die irische Verfassung gibt den Eltern das Recht, ihre Kinder zu Hause zu unterrichten. Dafür muss bei der zuständigen Behörde ein Antrag gestellt werden, in dem der geplante Heimunterricht und die individuellen Bedürfnisse des Kindes genauer zu erläutern sind. Als Teil des Prüfungsverfahrens bestellt die Behörde eine Person, die einen Erziehungsberechtigten in einem persönlichen Gespräch zum Heimunterricht befragt. Wenn es von der Behörde als notwendig erachtet wird, bestellt sie eine Person, die den Heimunterricht vor Ort begutachtet und die Lernerfolge des Kindes bewertet.
In Dublin gibt es einige Internationale Schulen: darunter die Deutsche Auslandsschule St. Kilian's, daneben das Lycée Francais d'Irlande.

### Unterricht
Das Schuljahr wird in drei Terms (Trimester: autumn, spring, summer) eingeteilt. Ein normaler Schultag dauert von etwa 9:00 Uhr bis 16:00 Uhr.
Die im Unterricht verwendete Sprache ist in allen Bereichen Englisch, mit Ausnahme der Schulen in der Gaeltacht und den gaelscoileanna (irisch-sprachige Schulen, sg. gaelscoil) außerhalb der Gaeltacht, in denen auf Irisch unterrichtet wird. An den Universitäten werden Studiengänge meist in Englisch angeboten.
1973 wurde das Bestehen eines Irisch-Sprachtests als Bedingung für den Abschluss der Sekundärschule abgeschafft. In öffentlich finanzierten Bildungseinrichtungen ist das Lehren der irischen Sprache allerdings weiterhin Pflicht. Es gibt Ausnahmeregelungen für Studenten/Schüler, die eine längere Zeit im Ausland verbracht oder Lernschwierigkeiten haben.

### Ferien
an Grundschulen (primary school)
- Das Schuljahr reicht vom 1. September bis zum 30. Juni. Flexibel kann die Schule aber auch schon in den letzten zwei oder drei Augustwochen geöffnet werden.
- Das Schuljahr hat 183 Tage (abzüglich sechs Studien-/Verwaltungstagen 177).
- Erste größere Pause ist die letzte Oktoberwoche (allgemein Halloween-Ferien genannt).
- Die Weihnachtsferien reichen vom letzten Schultag vor dem  23. Dezember bis zum ersten Wochentag nach dem 6. Januar (17–21 Tage).
- Die zweite Unterbrechung im Halbjahr ist minimal zwei Tage und maximal fünf Tage in der dritten Februarwoche, die Faschingsferien (Shrove break).
- Die Osterferien bestehen aus der Woche vor und nach Ostern (10 Schultage).
- Weiterhin gibt es noch flexible Ferientage, die in der Regel um die gesetzlichen Feiertage im Mai und Juli (?) liegen.

an weiterführenden Schulen (secondary school)
- Das Schuljahr an weiterführenden Schulen ist einen Monat kürzer und reicht vom 1. September bis zum 31. Mai. Flexibel kann die Schule aber auch schon in den letzten zwei oder drei Augustwochen geöffnet werden.
- Das Schuljahr hat 167 Tage.
- Erste größere Pause ist die Woche nach dem letzten Wochenende im Oktober
- Die Weihnachtsferien sind identisch.
- Die zweite Unterbrechung im Halbjahr ist die dritte Februarwoche.
- Die Abschlussprüfungen (Junior Certificate, vergleichbar Mittlere Reife und Leaving Certificate, vergleichbar Abitur), beginnen am ersten Mittwoch im Juni.

Obwohl die Sommerferien doppelt so lang wie in Deutschland sind, besuchen irische Schüler durch den Nachmittagsunterricht ebenso lange wie deutsche Schüler den Unterricht (Jahresgesamtstunden).

## Tertiäre Bildung
In Irland gibt es 11 Universitäten, darunter fünf Technische Universitäten. Die älteste Hochschule ist das 1592 gegründete Trinity College Dublin, der größte Hochschulverbund ist die National University of Ireland. Eine Besonderheit das King’s Inns, eine Innungsschule für Rechtsanwälte seit 1541 und damit noch älter als das Trinity College. Eine anerkannte Medizinische Hochschule seit 1784 ist das Royal College of Surgeons in Ireland.
Der Studienaufbau folgt dem Bologna-Prozess mit den Stufen von Bachelor (3 Jahre), Master (+ 1 oder 2 Jahre) und Doktorgrad.(+ 3 Jahre). Irland weist einen hohen Anteil an internationalen Studenten auf, auch aus Deutschland.
Siehe Liste der Universitäten in Irland.

## Geschichte
Von europäischer Bedeutung waren die irischen Klosterschulen im Frühmittelalter, die den katholischen Glauben in der Zeit der Völkerwanderung bewahrten. Im Kloster Armagh und Bangor Abbey (beide in Nordirland) wurden die iroschottische Mission vorbereitet. Sie fielen aber den Wikingerzügen im 9. Jahrhundert zum Opfer. Danach gab es in den Klöstern weiter eine Lateinschule.
Erste Schulen mit staatlicher Unterstützung wurden in Irland im 16. Jahrhundert nach der protestantischen Reformation durch die englische Krone begründet. Eine Druckmaschine wurde 1551 eingerichtet, das erste irische Buch 1571 gedruckt. Das Bildungswesen lag in der Hand der Church of Ireland.
Der Education Act 1695 verbot irischen Katholiken, im Land Schulen zu betreiben oder katholische Erziehung im Ausland zu suchen, um ihren Glauben zu unterdrücken, und galt bis 1782. Deshalb entstanden geheime Schulen, die „hedge schools“ genannt wurden, nach historischen Feststellungen für bis zu 400.000 Schüler in 9000 Schulen (noch um 1820). Edmund Ignatius Rice (1762–1844) begann mit dem Aufbau eines formellen Schulwesens unter katholischen Vorzeichen. Ab 1831 löste dies offiziell die „Heckenschulen“ ab und stand unter Aufsicht der katholischen Kirche. Dagegen wehrte sich die protestantische Gentry und das Bürgertum. Mit der irischen Unabhängigkeit 1922 war die katholische Kirche im Bildungswesen vorherrschend. Erst durch den Minister Donogh O’Malley wurden 1967 staatliche Sekundarschulen eröffnet.